# Femarelle
Femarelle, também conhecido por Tofupill e Bonfemi, é um fármaco modulador seletivo do receptor de estrógeno (SERM) e usado para o tratamento da menopausa e saúde óssea. Trata-se de uma associação medicamentosa composta por DT56a (um extrato de grãos de soja) e linhaça em pó.

## Mecanismo de ação
Femarelle exerce atividade agonística (estimulante) dos receptores de estrogênio no cérebro e ossos,  levando ao alívio dos sintomas da menopausa, como Ondas de Calor (elevação súbita de temperatura corporal)  e contribuindo para o aumento da densidade mineral óssea (BMD).
O medicamento age simultaneamente como um antagonista (bloqueador) nos tecidos mamários e uterinos, desta maneira não causando aumento da proliferação celular nesses tecidos. Foi descoberto que Femarelle provoca a regeneração dos ossos através de um aumento na atividade dos osteoblastos, o que o torna um agente único contra a perda de tecido ósseo decorrente da menopausa. Apesar de ativar os receptores de estrogênio, Femarelle não altera o perfil hormonal sangüíneo, indicando que o organismo não o reconhece como um estrogênio endógeno. Além do mais, Femarelle não afeta a coagulação sangüínea.

## Indicações
Para o alívio dos sintomas da menopausa e promoção do crescimento ósseo.

## Descobertas recentes
Um estudo recente demonstrou que Femarelle não tem efeito na coagulação sangüínea em mulheres saudáveis ou trombofílicas Nachtigall L., in process.